# Districtul Füzesabony
Füzesabony (în maghiară Füzesabonyi járás) este un district în județul Heves, Ungaria.
Districtul are o suprafață de 578,56 km2 și o populație de 30.396 locuitori (2013).